# Бенгальцы
Бенга́льцы (самоназвания - бенгали, бангала, бангла; бенг. বাঙ্গালী, বাঙালি; МФА [baŋgali, baŋali]) — индоарийский народ, основное население Бенгалии. Бенгальцы — один из крупнейших народов в Южной Азии, составляющие основное население Бангладеш и штата Западная Бенгалия в Индии. Живут также в индийских штатах Ассам, Бихар и Орисса, в Непале, Бутане, Сингапуре, Великобритании, США. Численность — свыше 250 млн чел (на 2009 год), в Бангладеш — 152 млн, в Индии — около 100 млн (преимущественно на северо-востоке страны, в дельте Ганга и Брахмапутры). Язык — бенгальский (бенгали), относится к индоарийским языкам индоевропейской семьи.

## Происхождение
Предками носителей современного бенгальского языка частично являются индоарийские племена, вторгшиеся в древности в Индию с северо-запада. Впоследствии индоарии смешались с местным населением. Более древним населением Индии были, по всей видимости, дравиды или народы мунда. В ведийской литературе встречаются названия древних государств — Анга (Западная Бенгалия) и Ванга, или Банга (Восточная Бенгалия). Отсюда, видимо, и название Бенгалии (бенг. Бангла, Бонго).
Затем Бенгалия входила в состав разных государств: Магадха, Гупта (VI век), гаудов (VII век), Харши, династии Пала (IX век), династии Сена (с XII века), Делийского султаната (с XIII века), династии Моголов (с 1576 года). В XVI веке появляются европейские колонизаторы, сначала португальцы, затем англичане и французы. Торговля с европейцами постепенно привела Бенгалию к колониальной зависимости. Но за счёт этой торговли вырос крупный центр — Калькутта.

## Хозяйственная деятельность и бытовые традиции
Ведущим в экономике является земледелие. Животноводство носит отсталый характер. Основная культура — рис, его — три группы сортов: зимний (аман), осенний (аус), летний (боро). Всего выращивается 500 сортов. Выращивают также кукурузу, бобовые, джут, сахарный тростник, масличные (рапс, горчицу, кунжут, лён).
Ремёсла разнообразны. Развиты ткацкое и гончарное ремёсла, вышивка, обработка меди. Некоторые изделия пользуются мировой славой. В отсталых районах ремёсла имеют большее значение, в промышленных — меньшее. Трудно провести грань между прикладным и изобразительным искусством, когда речь идёт о росписи по ткани. Существует самобытная бенгальская живопись (потуйя) по ткани, которая выполняется особой местной техникой. Тема её — мифология, эпос, исторические хроники. Гончарные изделия также расписываются и лакируются.
Большинство бенгальцев — сельские жители, от 75 до 95 % по регионам. Селения строятся в северо-западной Бенгалии по дорогам, из-за наводнений, подальше от воды. На юге, где наводнений нет, селения располагаются вдоль рек. Дом (хат) обычно однокомнатный, квадратный в плане. Кухня часто находится отдельно. Крыша — соломенная, коническая. Каркас — из бамбука или досок, иногда из циновок. Стены — глинобитные. Окна — без стёкол, закрываются циновками. Циновки плетут из бамбука, травы, джута, пальмовых листьев. У богатых используется железо и черепица.
Традиционная женская одежда — сари, короткая кофта, у богатых — ткани с вышивкой. Цвета предпочтительны зелёный, красный, белый. Носят много украшений, золотых, серебряных, медных, стеклянных. Мужская одежда — дхоти и чадар (накидка типа плаща), но теперь чаще используются рубашки. Сверху — пиран, тип куртки или пиджака. На голове индуисты носят тюрбан, мусульмане — круглую шапочку.
Основная пища — рис, бобовые, овощи, рыба. Мясо едят редко.

## Социальные отношения
В области землевладения у бенгальцев прежние феодальные отношения сменились капиталистическими. Земля оставалась в руках помещиков и сдавалась арендаторам. Между владельцами и арендаторами появлялось большое число посредников, условия для арендаторов были очень невыгодными. В 1953 году были изданы законы для улучшения положения действительных земледельцев, арендаторов, но они очень медленно продвигались в жизнь.
Семья в среднем состоит из 5—6 человек. Распространён ранний брак. Брак освящается религией, как у индуистов, так и у мусульман. В высших кастах распространён выкуп за жениха, в низших — за невесту. Есть обычай обменного брака, то есть сын одних родителей женится на дочери других, а их сын — на дочери первых. Существует обычай «парда», по которому дочь после совершеннолетия обречена на затворничество. Свадьбы даже у бедных бывают роскошные, и люди часто влезают в долги.
Как и во всей Индии, у бенгальцев сохраняется кастовый строй. Насчитывается 130 каст. Ислам способствовал ослаблению кастового строя. Иногда кастой считается то, что на самом деле является народностью (санталы, ходжанг, чакма и др.).
Высшая каста — брахманы. Другая высшая — кайастх (писцы), в других районах Индии она не занимает такого высокого положения. Вместе они называются «бхадралок», то есть благородные. Высоко стоят землевладельцы.
Одна из самых низких каст — номошудро, неприкасаемые, 2 млн чел. Самая многочисленная — махишё, куда входят арендаторы, но не обязательно.

## Духовная культура
Среди верующих индуисты составляют 31 %, мусульмане — 34 %, кроме них есть джайны, буддисты, христиане. Из индуизма популярны два его течения — вишнуизм и шактизм. У шактистов высшая богиня — Кали (Дурга). Праздник в честь неё — Дурга-пуджа, отмечается осенью. У вишнуитов главный праздник — Шри Кришна Джанмаштами, в августе. Из течений вишнуизма наиболее распространён местный вариант — бенгальский вишнуизм (гаудия-вайшнавизм). Бенгалия — родина его основателя, гуру, ачарьи, религиозного деятеля Чайтаньи Махапрабху, который почитается как аватара Кришны. Есть элементы и более древних культов. Широко распространено поклонение богине змей, Моноше.
Богата и разнообразна бенгальская литература. Расцвет её приходится на XIX век. В XIV—XV века была переведена «Рамаяна» (переводчик — Криттба Оджха), в XVII веке — «Махабхарата» (Касирам Дас). Развита была национальная драма-мистерия (джатра). Сейчас всемирно известны некоторые бенгальские авторы: Рабиндранат Тагор (Робиндронатх Тхакур, 1861—1941), Рам Мохан Рой (1772—1833), Бонкимчондро Чоттопаддхай (Чаттерджи, 1838—1894). Также в Бенгалии родились поэт и писатель Бхактивинода Тхакур, писатель и астроном Бхактисиддханта Сарасвати, писатель и гуру, основатель Международного общества сознания Кришны (ИСККОН) Бхактиведанта Свами Прабхупада. Бенгалия стала родиной для первого гуру крия-йоги Лахири Махасайя и её первого распространителя на Западе Парамахансы Йогананды.
Самобытные жанры национального театра — джатры (сочинитель джатр — джатравала) и кукольный театр (используются как тростевые куклы, так и марионетки).
Самые ранние дошедшие до нас пьесы джатры (palas) датируются XVIII столетием, однако в действительности они существовали и до этого, только никогда не были записаны, а излагались в устной форме. Только начиная с XVI века их стали фиксировать материально, и то в практических целях. В это же время джатра становится наиболее распространённым увлечением, оттеснив музыкальные кукольные представления. Тогда же Чайтанья и его соратники впервые начали использовать театральное искусство в качестве пропаганды своих идей.
В начале 1950-х годов правительство также через театр привлекало внимание общественности к социал-демократическим реформам, в первую очередь это было направлено на сельских жителей. Наиболее примечательной из самых первых пьес была «Нилдарпана» (бенг. নীলদর্পণ). Она была посвящена конфликту между бенгальскими индиго и британскими плантаторами. Это событие обычно приводится как первая попытка бенгальцев изменить колониальные устои.
До этого театр был исключительно прерогативой богатых. Помимо влияния Англии, они задавали траекторию развития искусства бенгальцев в течение длительного времени. Несмотря на это, постановки, пьесы не были связаны со светской жизнью. В основном они отображали популярные религиозные сюжеты.